# ارنست رایتر
ارنست رایتر (آلمانی: Ernst Reiter؛ زادهٔ ۳۱ اکتبر ۱۹۶۲) ورزشکار دوگانه اهل آلمان است.